# Letnia Uniwersjada 1970
6. Letnia Uniwersjada – międzynarodowe zawody sportowców studentów, które odbyły się we włoskim Turynie między 26 sierpnia a 6 września 1970 roku. Główną areną imprezy był Stadion Miejski w Turynie. Większość obiektów sportowych ulokowana była w najbliższym otoczeniu stadionu. Organizatorem imprezy była Międzynarodowa Federacja Sportu Akademickiego – FISU. W uniwersjadzie wzięło udział 2084 sportowców (w tym 542 kobiety) z 58 krajów. Liczba oficjeli wyniosła 724 osoby. Polska była reprezentowana przez 83 zawodników (w tym 35 kobiet). Wśród nich znalazło się wielu olimpijczyków m.in. Zenon Nowosz, Jan Werner, Jacek Krawczyk. Polacy zdobyli w sumie 9 medali i ustanowili jeden rekord uniwersjady.

## Dyscypliny

### Sporty obowiązkowe
| - Gimnastyka sportowa - Koszykówka - Lekkoatletyka - Piłka wodna - Pływanie | - Piłka siatkowa - Szermierka - Tenis ziemny - Skoki do wody |
|                                                                             |                                                              |

## Medale Polaków

### Złoto
- Daniela Jaworska – lekkoatletyka, rzut oszczepem (wynik: 56,16)
- Teresa Sukniewicz – lekkoatletyka, bieg na 100 metrów przez płotki (czas: 13,0 s)
- Sztafeta 4 × 100 metrów w składzie: Stanisław Wagner, Jan Werner, Gerard Gramse, Zenon Nowosz (czas: 39,2 s – nowy rekord Uniwersjady)

### Srebro
- Marek Dąbrowski, Jerzy Kaczmarek, Adam Lisewski, Ziemowit Wojciechowski - drużyna florecistów – szermierka

### Brąz
- Zygmunt Jałoszyński – lekkoatletyka, rzut oszczepem (wynik: 79,84; wygrał Miklós Németh rzutem na odległość 81,94 – nowy rekord Uniwersjady)
- Jakub Puchow – skoki do wody, skok z wieży 10-metrowej (wynik: 425,97 pkt.; wygrał Klaus Dibiasi wynikiem 485,73 pkt.)
- Elżbieta Wierniuk – skoki do wody, skok z wieży 3-metrowej (wynik: 375,54 pkt.; wygrała Cindy Potter wynikiem 411,54 pkt.)
- Marek Dąbrowski – floret (wygrał Leonid Romanow)
- Władysław Wojtakajtis – pływanie, 1500 m stylem dowolnym (czas: 17 min 34 s wygrał Andy Strenk z czasem 16,43,1)

## Klasyfikacja medalowa
| Klasyfikacja medalowa | Klasyfikacja medalowa | Klasyfikacja medalowa | Klasyfikacja medalowa | Klasyfikacja medalowa | Klasyfikacja medalowa |
| --------------------- | --------------------- | --------------------- | --------------------- | --------------------- | --------------------- |
| Miejsce               | Kraj                  | Złoto                 | Srebro                | Brąz                  | Razem                 |
| 1                     | ZSRR                  | 26                    | 17                    | 15                    | 58                    |
| 2                     | Stany Zjednoczone     | 22                    | 18                    | 11                    | 51                    |
| 3                     | NRD                   | 8                     | 3                     | 4                     | 15                    |
| 4                     | Włochy                | 4                     | 4                     | 7                     | 15                    |
| 5                     | Japonia               | 3                     | 7                     | 5                     | 15                    |
| 6                     | Wielka Brytania       | 3                     | 6                     | 7                     | 16                    |
| 7                     | Węgry                 | 3                     | 6                     | 6                     | 15                    |
| 8                     | RFN                   | 3                     | 6                     | 3                     | 12                    |
| 9                     | Polska                | 3                     | 1                     | 5                     | 9                     |
| 10                    | Jugosławia            | 2                     | 2                     | 1                     | 5                     |
| 11                    | Holandia              | 1                     | 1                     | 2                     | 4                     |
| 12                    | Bułgaria              | 1                     | 1                     | 1                     | 3                     |
| 13                    | Austria               | 1                     | 1                     | 1                     | 3                     |
| 14                    | Rumunia               | 0                     | 4                     | 2                     | 6                     |
| 15                    | Kuba                  | 0                     | 2                     | 3                     | 5                     |
| 16                    | Francja               | 0                     | 0                     | 4                     | 4                     |
| 17                    | Korea Południowa      | 0                     | 0                     | 1                     | 1                     |

## Informacje, wydawnictwa i pamiątki
Przed rozpoczęciem zawodów prowadzona była promocja. Pojawiły się specjalne plakaty przedstawiające postacie sportowców oraz informacje na tematu czasu rozgrywania uniwersjady. Wyprodukowano także szereg gadżetów: białe koszulki z czerwonym logo imprezy na piersi, proporczyki, znaczki pocztowe, spinki oraz krawaty. Dwa lata po zawodach - w roku 1972 - wydano w Turynie książkę, bogato ilustrowaną zdjęciami z imprezy, poświęconą VI Letniej Uniwersjadzie.